# Karlo Erak
Karlo Erak (Šibenik, 19. travnja 1995.), hrvatski je vaterpolist. Bivši je igrač Solarisa. Visok je 185 cm i težak 93 kg. Njegov brat, Vice Erak, također je vaterpolist. 

## Vanjske poveznice
- Karlo Erak na Instagramu
- Karlo Erak na Facebooku
- VATERPOLSKA OBITELJ Erakovi se opet okupljaju u Crnici: Sestra i brat sada su na istoj adresi - Franka je u Viktoriji, a Karlo se iz splitskog Mornara vratio u Solaris